# Новосанжарська селищна територіальна громада
Новосанжарська селищна територіальна громада — територіальна громада в Україні, в Полтавському районі Полтавської області. Адміністративний центр — смт Нові Санжари.
Площа громади — 32,17 км², населення — 8984 мешканці (2018).
Утворена 5 липня 2017 року шляхом об'єднання Новосанжарської селищної ради та Зачепилівської сільської ради Новосанжарського району.

## Населені пункти
До складу громади входять населені пункти — селище Нові Санжари та села: Балівка, Бечеве, Бридуни, Велике Болото, Великий Кобелячок, Великі Солонці, Вісичі, Ганжі, Горобці, Грекопавлівка, Давидівка, Дубина, Ємцева Долина, Забрідки, Зачепилівка, Кальницьке, Клюсівка, Коби, Козуби, Кунцеве, Кустолове Перше, Лахни, Лелюхівка, Лисівка, Мала Перещепина,  Малий Кобелячок, Маньківка, Мар'янівка, Назаренки, Олійники, Пасічне, Пологи, Пологи-Низ, Попове, Пристанційне, Пудлівка, Руденківка, Собківка, Старі Санжари, Стовбина Долина, Стрижівщина, Судівка, Сулими, Супротивна Балка, Шовкопляси, Шпортьки.